# Shanghai Biennale
Die Shanghai Biennale ist eine 1994 gegründete Biennale in Shanghai. Sie gilt seit dem Jahr 2000, als erstmals auch nicht-chinesische Künstler teilnahmen, als wichtigste Ausstellung zeitgenössischer internationaler Kunst in China. Hauptausstellungsort ist das Kunstmuseum Shanghai.

## 1. Shanghai Biennale 1996
Die erste Shanghai Biennale, mit dem Hauptthema Open Space (Offener Raum), fand vom 8. März bis 7. April 1996 statt. 160 Werke von 29 Künstlern aus China sollten darstellen, wie sich chinesische Kunst seit der kulturellen Öffnung in verschiedenste Formen und Stilrichtungen entwickelt hatte.

## 2. Shanghai Biennale 1998
Die zweite Shanghai Biennale, mit dem Hauptthema Inheritance and Exploration (Erbe und Entdeckung), fand vom 10. Oktober bis 20. November 1998 statt. Sie legte in ihren 256 Exponaten den Schwerpunkt auf die neueste Entwicklung der traditionellen chinesischen Tuschmalerei.

## 3. Shanghai Biennale 2000
Die dritte Shanghai Biennale, mit dem Hauptthema Spirit Of Shanghai,  war die erste internationale Ausstellung, zu der auch bedeutende zeitgenössische Künstler aus Europa, den USA, Afrika und anderen Ländern Asiens eingeladen wurden. 67 Künstler aus 18 Nationen zeigten vom 6. November 2000 bis zum 6. Januar 2001 über 300 Werke. Das Spektrum erstreckte sich dabei von Ölgemälden über Fotografien, Videos, Skulpturen bis hin zu Performances und architektonischen Entwürfen.

## 4. Shanghai Biennale 2002
In der vierten Shanghai Biennale vom 22. November 2002 bis zum 20. Januar 2003 zeigten 68 Künstler und Architekten aus 20 Ländern ihre Arbeiten zum Hauptthema Urban Creation (Urbanes Schaffen). 

## 5. Shanghai Biennale 2004
Die fünfte Shanghai Biennale widmete sich vom 29. September bis zum 28. November 2004 unter dem Motto Techniques of the Visible  (Techniken des Sichtbaren) der engen Beziehung zwischen Kunst, Wissenschaft und Technologie. Die Ausstellung zeigte Malerei, Skulptur, Fotografie, neue Medien, Film, Installation und Performance von über 120 Künstlern aus Afrika, Asien, Europa, Lateinamerika und Nordamerika, darunter zum Beispiel Yoko Ono, Cindy Sherman und Zhang Xiaogang. 

## 6. Shanghai Biennale 2006
Die sechste Shanghai Biennale unter dem Thema Hyper Design fand vom 5. September bis 5. November 2006 statt. Der künstlerische Direktor war Zhang Qing, die Kuratoren Zhang Qing, Huang Du, Shu-Min Lin, Wonil Rhee, Gianfranco Maraniello, Jonathan Watkins und Xiao Xiaolan.

## 7. Shanghai Biennale 2008
Die siebente Shanghai Biennale fand vom 9. September bis 16. November 2008 unter dem Thema Translocalmotion im Kunstmuseum Shanghai statt.
Künstlerischer Direktor war ZhangQing, die Kuratoren Henk Slager, Julian Heynen, Xiang Liping und Li Ning.

## 8. Shanghai Biennale 2010
Die achte Shanghai Biennale fand vom 23. Oktober 2010 bis 28. Februar 2011 unter dem Thema Rehearsal im Kunstmuseum Shanghai statt.

## 9. Shanghai Biennale 2012
Die neunte Shanghai Biennale fand vom 2. Oktober 2012 bis 31. März 2013 statt. Chefkurator war Qiu Zhijie, Ko-Kuratoren waren Boris Groys, Jens Hoffmann und Johnson Chang.

## 10. Shanghai Biennale 2014
Die zehnte Shanghai Biennale fand vom 23. September 2014 bis 31. März 2015 statt. Kurator der 10. Shanghai Biennale war Anselm Franke.